# Nelidovo
Nelidovo (Russisch: Нелидово) is een stad in de Russische Oblast Tver. De stad ligt aan de rivier Rezja, 276 kilometer ten zuidwesten van Tver. Het aantal inwoners is 20.508. Nelidovo is tevens het centrum van het gelijknamige bestuurlijke rayon. Nelidovo ligt vlak bij de federale autoweg M-9 en heeft een station aan de spoorlijn Moskou - Velikije Loeki.
Sinds de 15e eeuw wordt de naam van de nederzetting Jotkino vermeld. Jotkino lag op de plek van het huidige Nelidovo. De geschiedenis van Nelidovo zelf gaat terug tot 1900, toen er een nederzetting werd gebouwd ten behoeve van een in aanbouw zijnd treinstation. De nederzetting werd geheel verwoest tijdens de Tweede Wereldoorlog, waarna ze geheel opnieuw opgebouwd werd. In 1949 kreeg Nelidovo de status van stad. In de daaropvolgende decennia groeide Nelidovo uit tot een middelgrote industriestad.

## Demografie
| 1939  | 1959   | 1970   | 1979   | 1989   | 2002   | 2010   | 2015   |
| ----- | ------ | ------ | ------ | ------ | ------ | ------ | ------ |
| 4.103 | 26.465 | 29.813 | 29.045 | 30.044 | 26.154 | 22.896 | 20.508 |

## Galerij

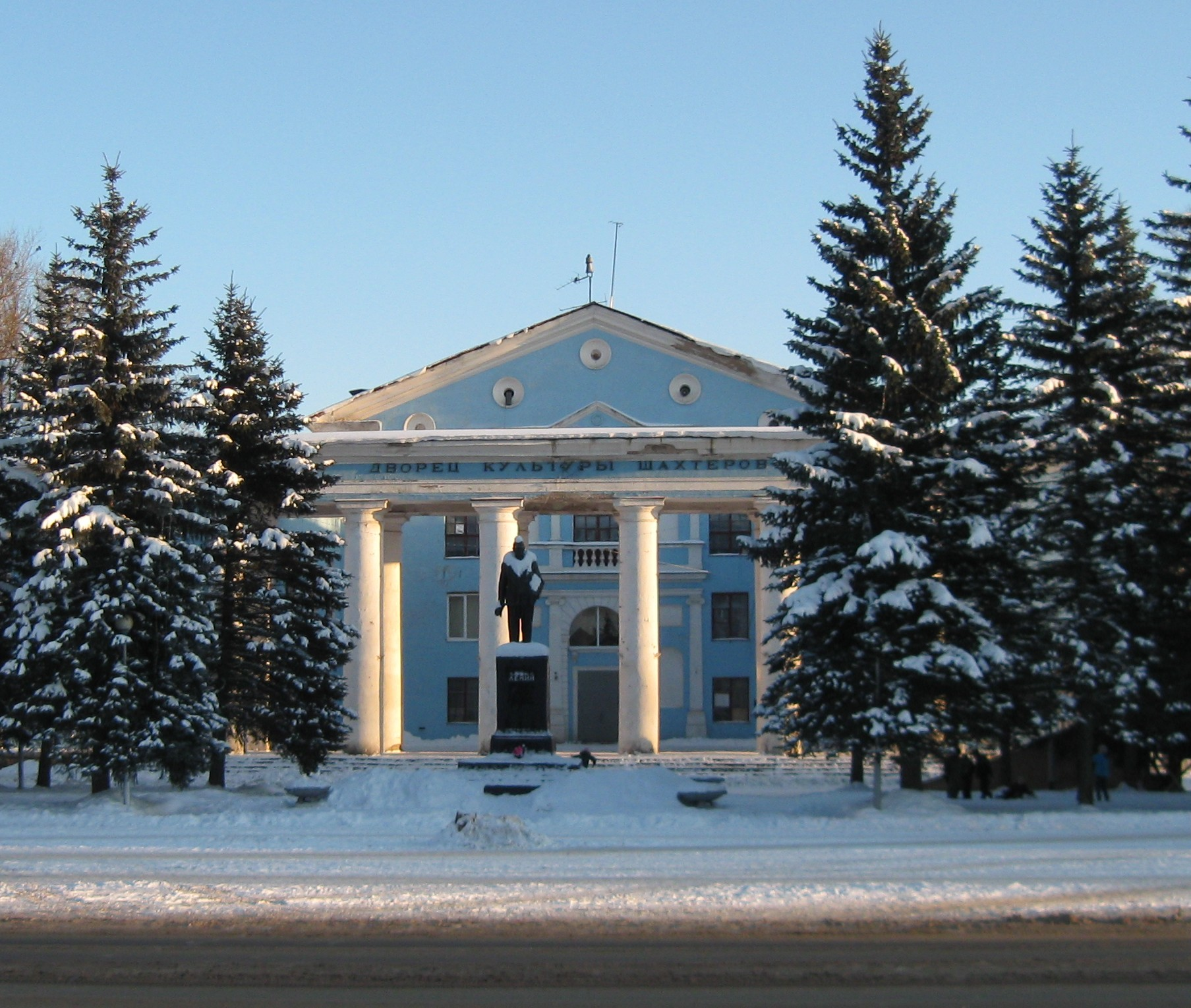
Kulturhus van mijnwerkers in Nelidovo.
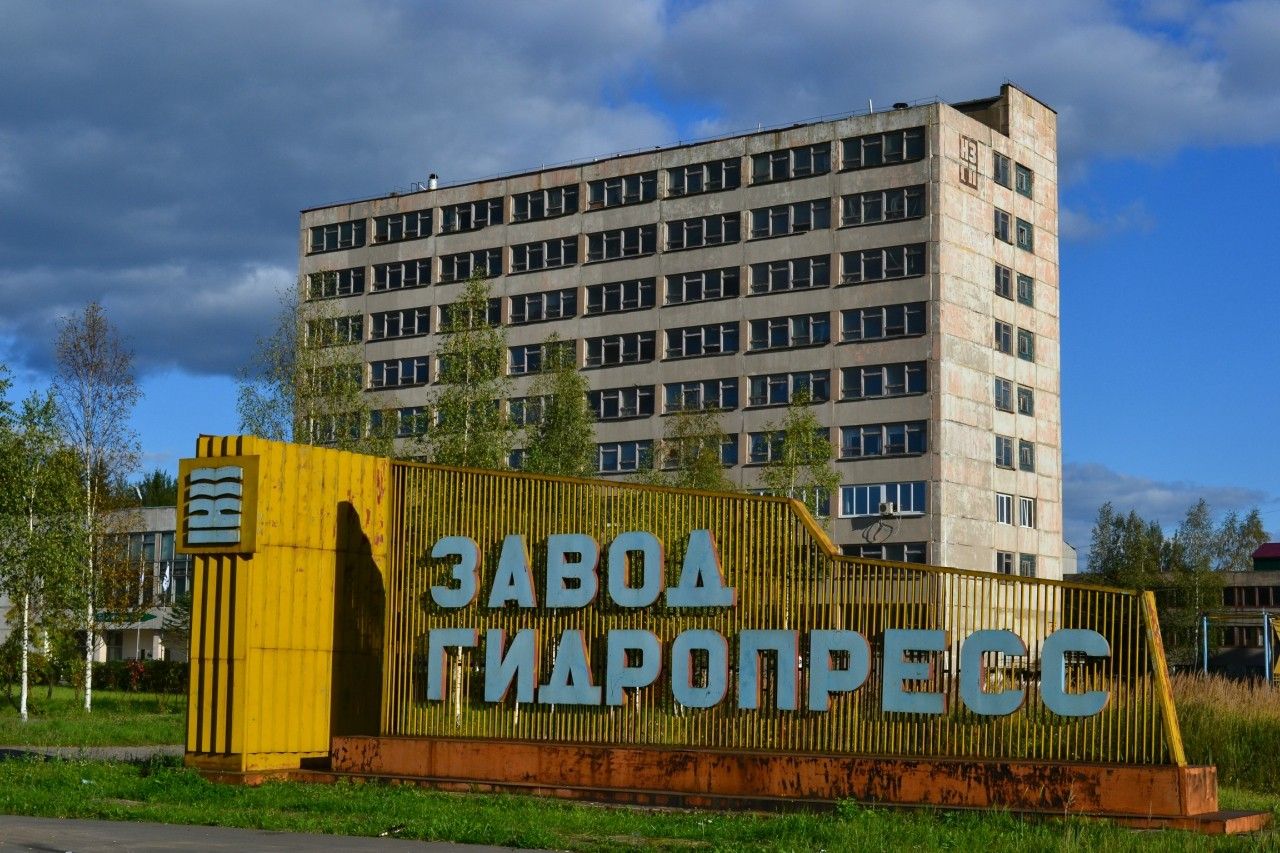
Fabriek 'Gidropress'
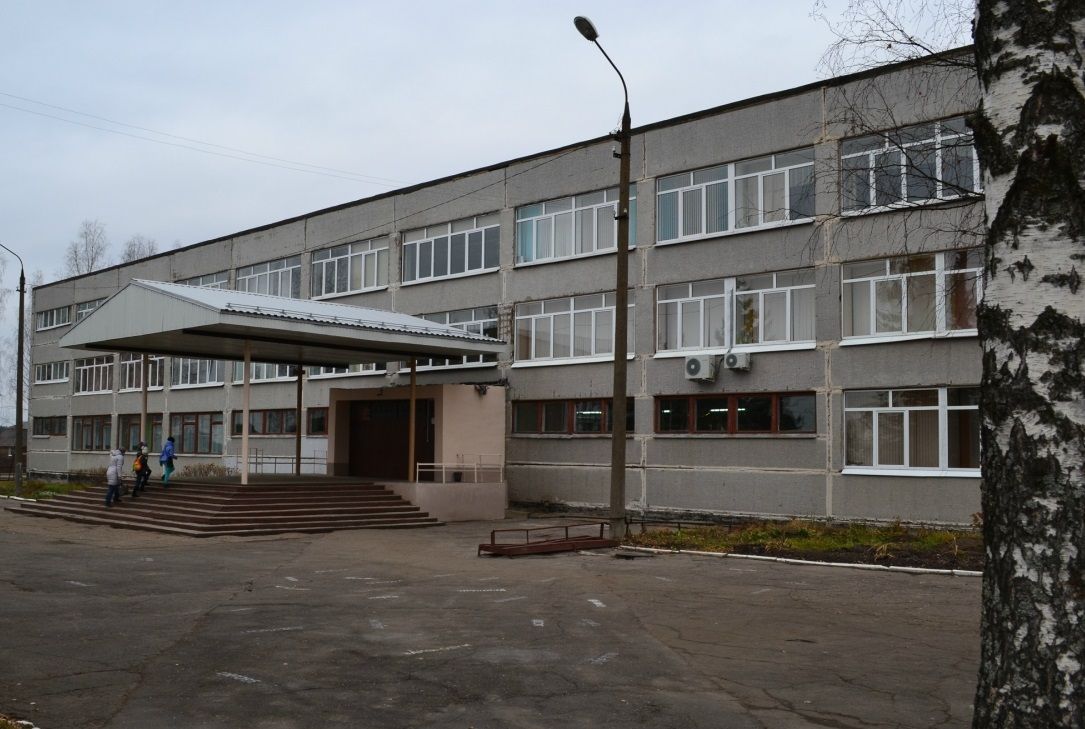
Middelbare school 5
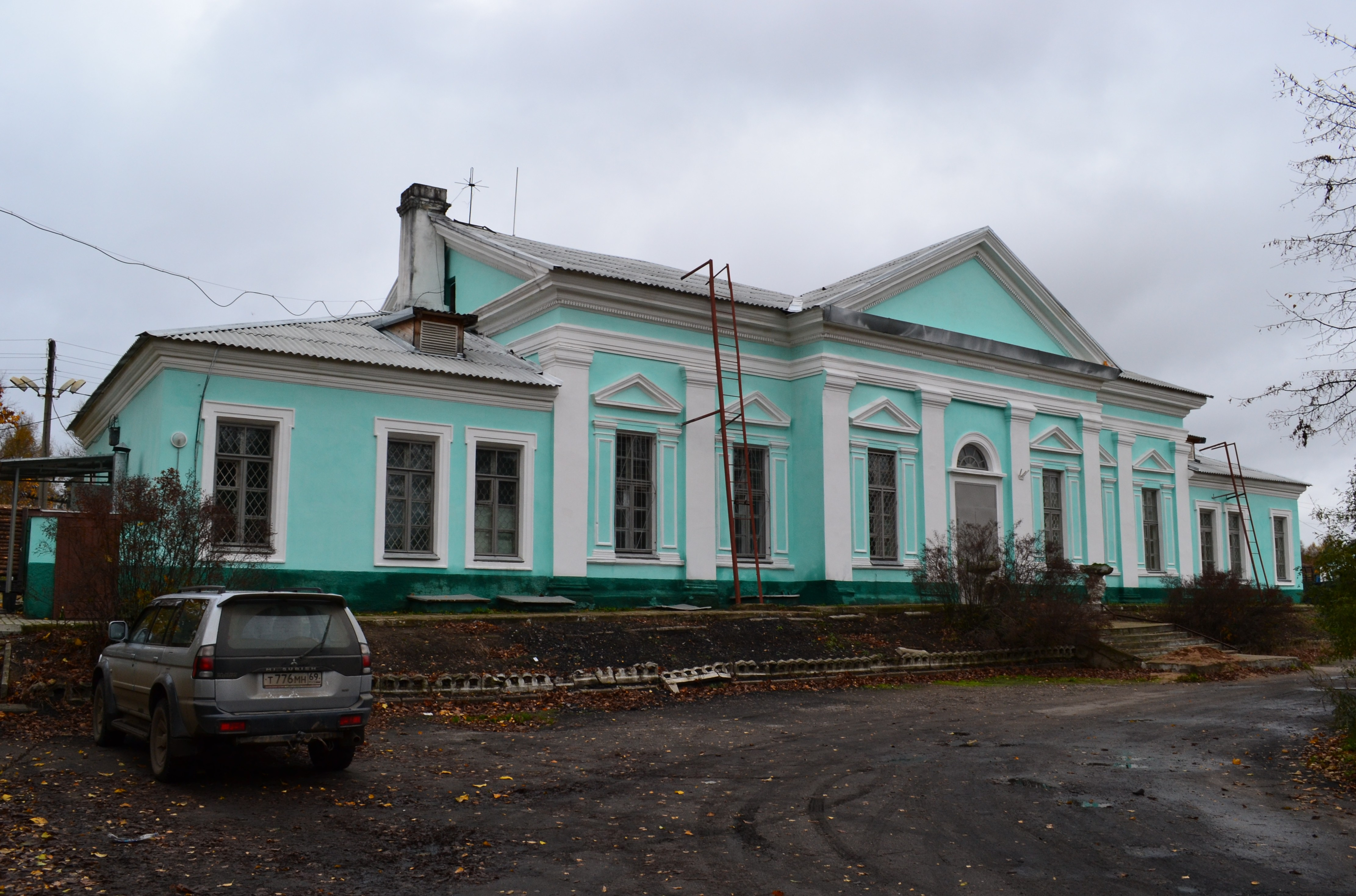
Stationsgebouw
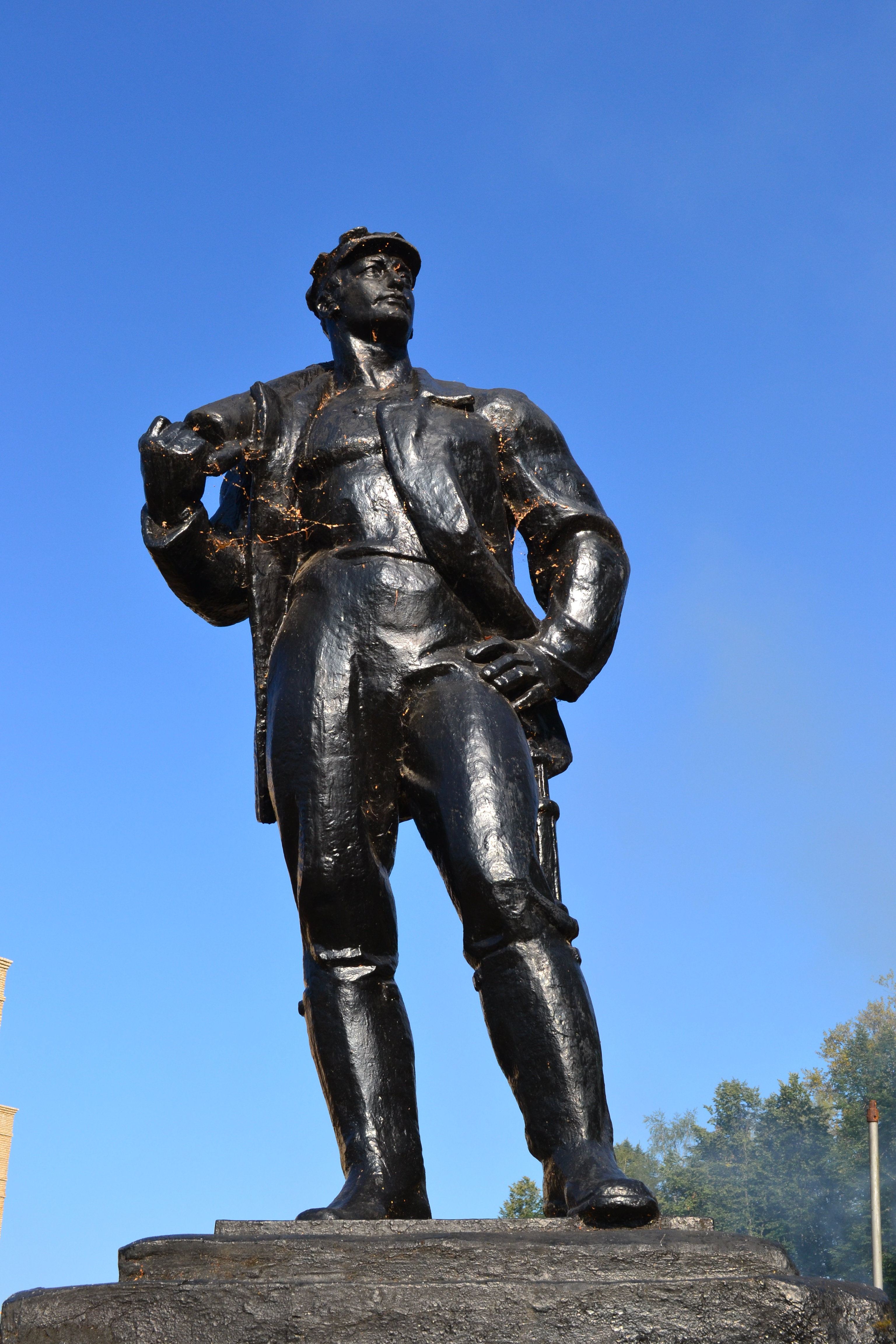
Mijnwerkersmonument
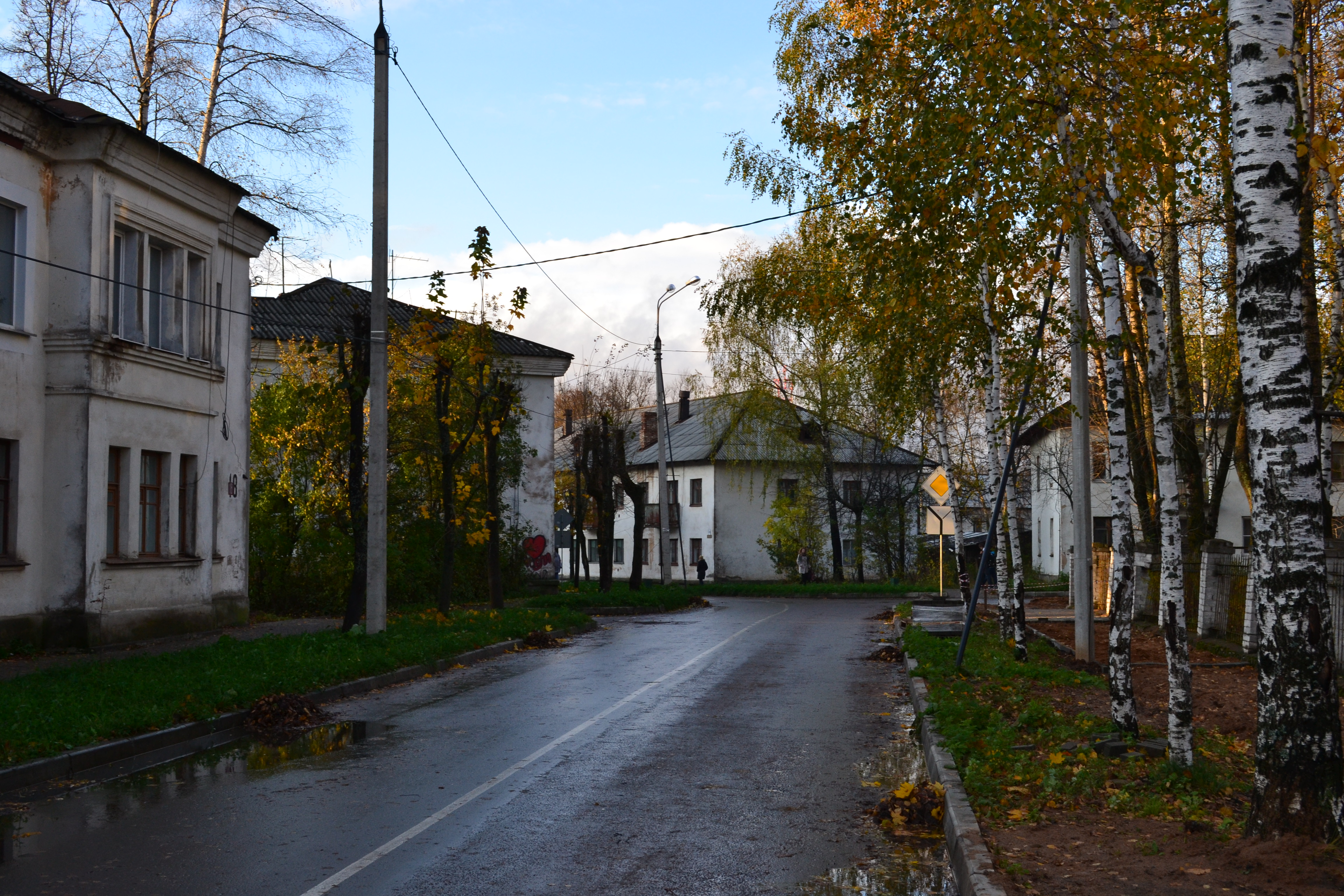
Straat in Nelidovo
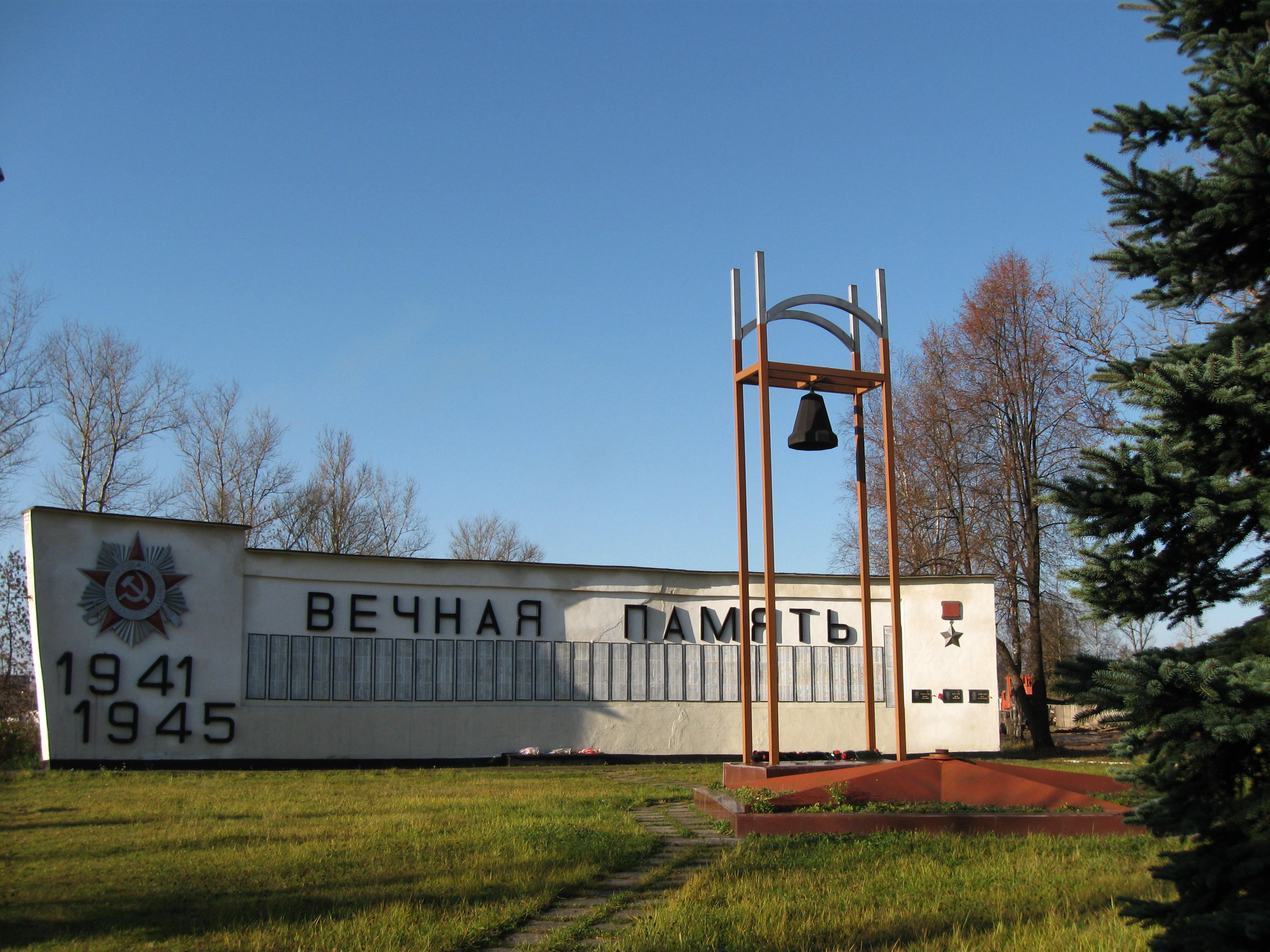
WOII-monument
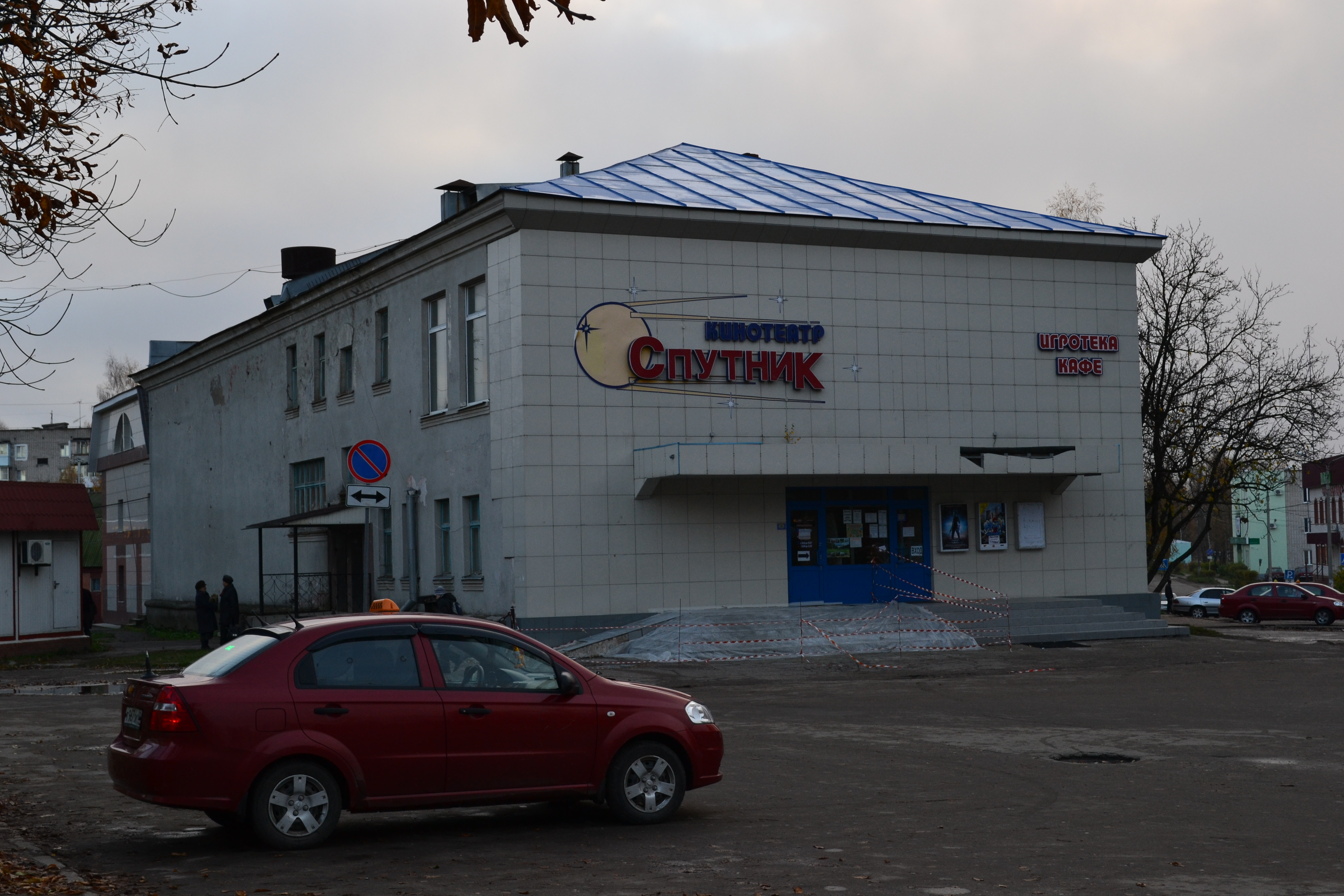
Bioscoop 'Spoetnik'
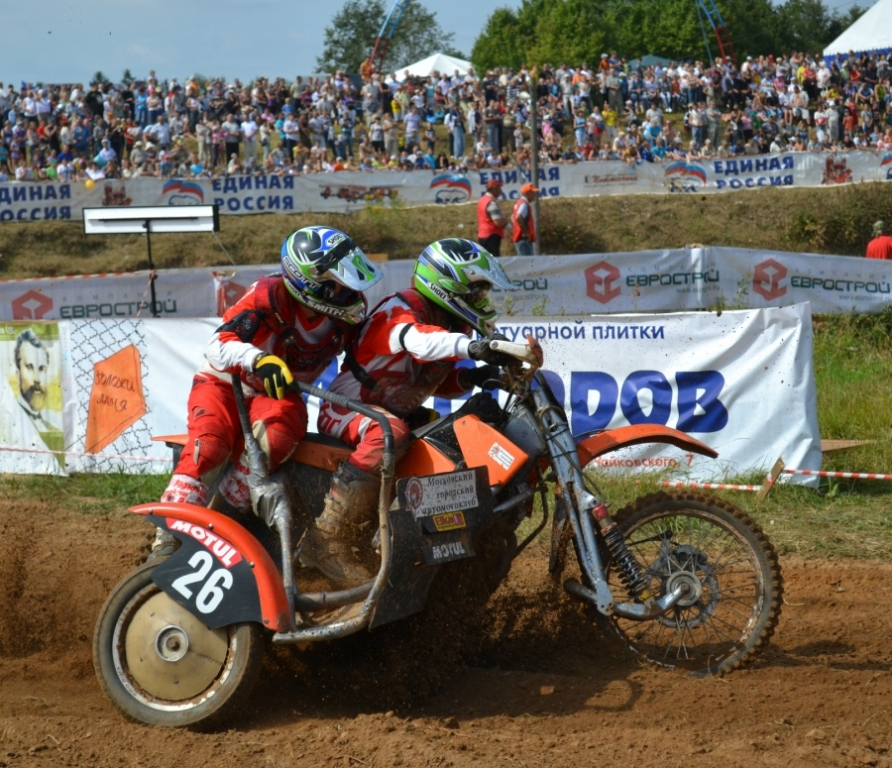
Motorcross in Nelidovo

Bestuurlijk centrum: Tver 

Andreapol · Bezjetsk · Bely · Bologoje · Kasjin · Kaljazin · Kimry · Konakovo · Krasny Cholm · Koevsjinovo · Lichoslavl · Nelidovo · Oedomlja · Ostasjkov · Rzjev · Staritsa · Torzjok · Toropets · Vesjegonsk · Vysjni Volotsjok · Zapadnaja Dvina · Zoebtsov